# Miss Grand Thailandia 2020
Miss Grand Thailandia 2020 (มิสแกรนด์ไทยแลนด์ 2020) è stata l'ottava edizione del concorso di bellezza Miss Grand Thailandia, svoltasi nella città di Bangkok nel luglio 2020. 
Erano attese candidate da 77 province della Thailandia per competere per il titolo, la cui vincitrice rappresenterà il Paese a Miss Grand International 2020. Alla fine dell'evento, Arayha Suparurk, Miss Grand Thailandia 2019, ha incoronato la sua Patcharaporn Chantarapadit come sua successore al termine dell'evento.

## Risultati

### Risultato finale
| Risultato finale           | Risultato finale | Risultato finale                                                                                             |
| -------------------------- | ---------------- | --- |
| Classifica                 | Regione          | Concorrente                                                                                                  |
| Miss Grand Thailandia 2020 | Wild Card        | - Ranong – Patcharaporn Chantarapadit                                                                        |
| Miss Grand Thailandia 2021 | Centrale         | - Pathum Thani - Indy Johnson                                                                                |
| Secondo Finalista          | Sud              | - Nakhon Si Thammarat - Patchaploy Rueandaluang                                                              |
| Terzo Finalista            | Nord             | - Chiang Rai - Juthamas Mekseree                                                                             |
| Quarto Finalista           | Nord-est         | - Mukdahan - Nutnicha Srithongsuk                                                                            |
| TOP 10                     | Nord             | - Uttaradit – Sisawan Sukeewat                                                                               |
| TOP 10                     | Nord-est         | - Ubon Ratchathani – Chutiya Jirakul                                                                         |
| TOP 10                     | Centrale         | - Bangkok – Suphatra Kliangprom                                                                              |
| TOP 10                     | People's Choice  | - Ayutthaya – Isaree Rodwiset†                                                                               |
| TOP 10                     | Wild Card        | - Pattani – Napatlada Dokpuang‡                                                                              |
| TOP 21                     | Nord             | - Phitsanulok – Sukontha Junkhaow - Nan – Warunchana Radomlek - Chiang Mai – Panida Kernjinda                |
| TOP 21                     | Nord-est         | - Udon Thani – Supunnikar Jumrernchai - Chaiyaphum – Charinee Kudpothi - Nakhon Phanom – Nanthawan Pongpitak |
| TOP 21                     | Centrale         | - Chainat – Jenejira Junta - Chonburi – Wanida Dokkulab - Suphan Buri – Kanyanarut Hmunlee                   |
| TOP 21                     | Sud              | - Phuket – Auranunpas Intarangsri - Songkhla – Anchaya Petrmanee                                             |

Note

ƒ   La Miss Grand Ranong, Naruemon Kampan, è andata nella Top 10 finalista per la selezione dei giudici e nella Top 5 per Wild Card.

‡   La Miss Grand Pattani, Tharina Botes, è andata nella top 21 finalista per la selezione dei giudici e nella top 10 per Wild Card.

†   La Miss Grand Ayutthaya, Jiraporn Pumipat, è entrata automaticamente nella Top 10 perché ha vinto il People's Choice Award.

### Premi speciali
| Premi                           | Concorrente                                   |
| Miss Grand Rising Star          | Nakhon Si Thammarat - Patchaploy Rueandaluang |
| Miss Fotogenica                 | Ranong – Patcharapon Chantarapadit            |
| People's Choice                 | Ayutthaya – Isaree Rodwiset                   |
| Best in Swimsuit                | Suphan Buri – Kanyanarut Hmunlee              |
| Best Progettista                | Chonburi                                      |
| Migliore Introduzione           | Nong Khai – Kesorn Nanthathong                |
| Miglior Costume Nazionale       | Ratchaburi – Kitiya La-aytuk                  |
| Miss Bella Faccia               | Nakhon Si Thammarat - Patchaploy Rueandaluang |
| Miss Beautiful Hair             | Loei – Natnicha Rumching                      |
| Miss Perfect Armpit             | Chiang Rai - Juthamas Mekseree                |
| Cara della Provincia Ospitante  | Nakhon Si Thammarat - Patchaploy Rueandaluang |
| Global Beauties' Choice         | Ranong – Patcharapon Chantarapadit            |
| Best Director                   | Bangkok                                       |
|                                 |                                               |
| Darling of Le Meridien          | Chiang Rai - Juthamas Mekseree                |
| Best in Traditional Lanna Dress | Phetchabun - Yapalak Lakul                    |
| Darling of KS Hotel             | Chiang Rai - Juthamas Mekseree                |
| Sponsor Award                   | Bangkok – Suphatra Kliangprom                 |
| Sponsor Award                   | Sisaket – Juntima Saiyot                      |
| Sponsor Award                   | Phuket – Auranunpas Intarangsri               |
| Sponsor Award                   | Chonburi – Wanida Dokkulab                    |

## Concorrenti
| Regione Nord (17 Province) - Chiang Rai - Juthamas Mekseree - Chiang Mai – Panida Kernjinda - Kamphaeng Phet – Pannipa Prombanrai - Lampang – Sakhaowduean Imcha - Lamphun – Pattaramon Yimthanom - Mae Hong Son – Kanyarat Saisawat - Nakhon Sawan – Natthawan Matchimwong - Nan – Warunchana Radomlek - Phayao – Thanarat Yangklan - Phetchabun - Yapalak Lakul - Phichit – Wilawan Khaeng-rit - Phitsanulok – Sukontha Junkhaow - Phrae – Saowalak Ruaengpanpoon - Sukhothai – Sunicha Klinhom - Tak – Panida Sakhakham - Uthai Thani – Thipsuda Pleanbo-mart - Uttaradit – Sisawan Sukeewat | Regione Nord-est (20 Province) - Amnat Charoen – Tawanlak Tubngam - Bueng Kan – Suwatcharaporn Jenekhum - Buriram – Natthida Puengnum - Chaiyaphum – Charinee Kudpothi - Kalasin – Pattarasuda Konya - Khon Kaen – Sasipapha Papontheethanaphum - Loei – Natnicha Rumching - Maha Sarakham – Junya Tonngam - Mukdahan - Nutnicha Srithongsuk - Nakhon Phanom – Nanthawan Pongpitak - Nakhon Ratchasima – Papassara Angyot - Nong Bua Lamphu – Supitcha Nuchprasert - Nong Khai – Kesorn Nanthathong - Roi Et – Athita Payak - Sakon Nakhon – Paweeporn Wisarnsartbumrung - Sisaket – Juntima Saiyot - Surin – Jenjira Junthong - Ubon Ratchathani – Chutiya Jirakul - Udon Thani – Supunnikar Jumrernchai - Yasothon – Rinlapatr Pathomkittiroj | Regione Centrale (22 Province) - Ang Thong – Promporn Thong-Aoun - Bangkok – Suphatra Kliangprom - Chachoengsao – Pantira Thippayanon - Chainat – Jenejira Junta - Chanthaburi – Mantaga Wongkum - Chonburi – Wanida Dokkulab - Lopburi – Sawitree Fonthong - Nakhon Nayok – Lalita Singhsakul - Nakhon Pathom – Anyapatr Pitiprachakwatchara - Nonthaburi – Jittima Nicharum - Pathum Thani - Indy Johnson - Ayutthaya – Isaree Rodwiset - Prachinburi – Nadapan Rattanopakorn - Rayong – Chananchida Methapakdeesakul - Samut Prakan – Panida Suthinphuek - Samut Sakhon – Panida Jindanoi - Samut Songkhram – Parichart Buahem - Saraburi – Kanokporn Payungwong - Sa Kaeo – Chonticha Pothisri - Singburi – Warangsiri Thanajaratworapat - Suphan Buri – Kanyanarut Hmunlee - Trat – Anusorn Punya | Regione Sud (18 Province) - Chumphon – Pa-ornrat Pinmuaeng - Krabi – Nathakorn Taensorn - Kanchanaburi – Natrawee Jiarasathit - Nakhon Si Thammarat - Patchaploy Rueandaluang - Narathiwat – Rotsukhon Junya - Pattani – Napatlada Dokpuang - Phang Nga – Sasikorn Kasikhul - Phatthalung – Sunisa Aiemsam-ang - Phetchaburi – Natthinon Ahingsaro - Phuket – Auranunpas Intarangsri - Prachuap Khiri Khan – Kanyarat Thepphibarn - Ranong – Patcharapon Chantarapadit - Ratchaburi – Kitiya La-aytuk - Satun – Sirilak Siripoch - Songkhla – Anchaya Petrmanee - Surat Thani – Similan Hemthanon - Trang – Yasumin Passaweewongsakorn - Yala – Atchara Promsanoe |